# Afrikansk vipstjert
Afrikansk vipstjert (latin: Motacilla aguimp) er en spurvefugl, der lever i Afrika.